# Ryuichi Hirashige
Ryuichi Hirashige (Hiroshima, 15 juni 1988) is een Japans voetballer.

## Clubcarrière
Ryuichi Hirashige speelde tussen 2007 en 2011 voor Sanfrecce Hiroshima, Tokushima Vortis en Tokyo Verdy. Hij tekende in 2012 bij Sanfrecce Hiroshima.